# مأمور شب
مأمور شب (انگلیسی: The Night Agent) یک مجموعه تلویزیونی آمریکایی ساخته شده توسط شان رایان بر پایه رمانی با همین نام اثر متیو کوئیرک است. در این مجموعه گابریل باسو به عنوان نقش اصلی بازی کرده است. مأمور شب در ۲۳ مارس ۲۰۲۳ در نتفلیکس منتشر شد. این مجموعه در چهار روز نخست انتشار به رتبه سومین مجموعه پربازدید در نتفلیکس رسید و پس از یک هفته برای فصل دوم تمدید شد. در عرض یک ماه، به ششمین مجموعه پربازدید نتفلیکس تبدیل شد. در اکتبر ۲۰۲۴ و قبل از پخش فصل دوم، این مجموعه برای فصل سوم نیز تمدید شد. فصل دوم این مجموعه در ۲۳ ژانویه ۲۰۲۵ منتشر شد.